# Paul Parin
Paul Parin (Polzela (Eslovenia), 20 de septiembre de 1916 – Zürich, 18 de mayo de 2009) fue un psicoanalista, escritor y etnólogo suizo.

## Biografía
Parin nació en Polzela cerca de Celje, por aquel entonces, parte del Imperio Austro-Húngaro, en una familia de judíos asimilados. Estudió medicina en Zagreb, Graz y Zürich. Allí, en Zürich, conoció a Goldy Matthèy-Guenet que se convirtió en su esposa. Al final de la Segunda Guerra Mundial, viajaron a la zona liberada en el sudeste de Yugoslavia, donde se apuntaron voluntarios a las unidades partisanas. Al finalizar la guerra, se trasladaron a Zürich.
Parin, junto a Fritz Morgenthaler y Goldy Parin-Matthèy, fundaron la Zurich School of Ethnopsychoanalysis en la década de los 50. Fueron pioneros en las investigaciones psicoanalíticas entre las poblaciones Agni y Dogon en África Occidental durante la década de los 60, aplicando métodos psicoanalíticos en contextos no occidentales. También colaboraron estrechamente con Georges Devereux (1908–1985), un prominente antropólogo franco-húngaro condierado el creador del etnopsicoanálisis en Francia. Además, hicieron contribuciones con investigadores como Mario Erdheim, Maya Nadig, Florence Weiss y Jochen Bonz.
En 1992, Parin recibió el prestigioso Premio Erich Fried por sus investigaciones.